# Phyllomyza donisthorpei
Phyllomyza donisthorpei är en tvåvingeart som beskrevs av Schmitz 1923. Phyllomyza donisthorpei ingår i släktet Phyllomyza och familjen sprickflugor. Arten är reproducerande i Sverige. Inga underarter finns listade i Catalogue of Life.